# Nazitysklands kärnkraftsprogram

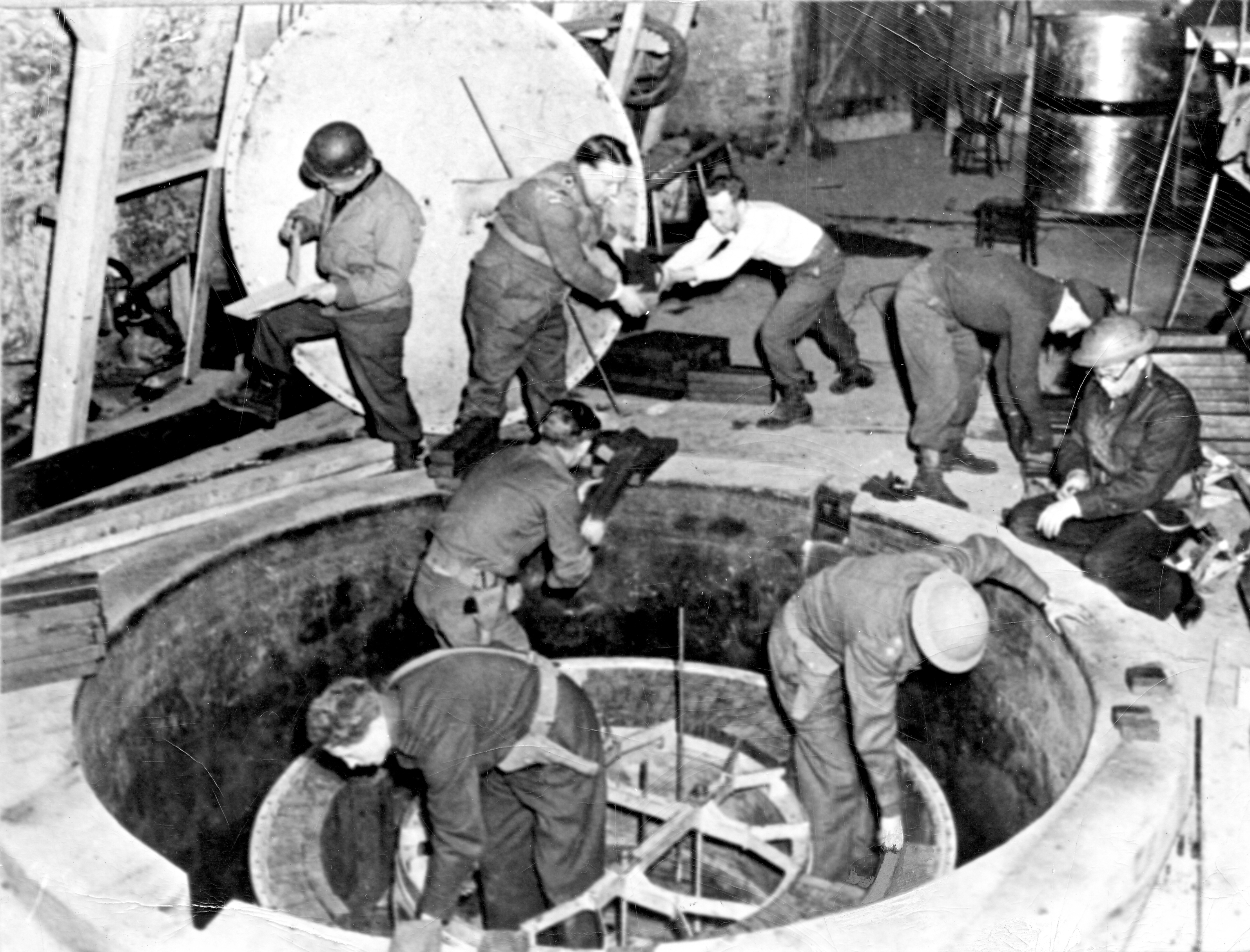
Nedmotering av den primitiva tyska försöksreaktorn i Haigerloch april 1945

Nazityskland hade under andra världskriget ett omfattande projekt för att utveckla kärnkraft och kärnvapen, från det att fission upptäcktes 1939. Detta projekt kallades inofficiellt Uranverein - "Uranföreningen".
Projektets huvuddelar var byggandet av en kärnreaktor, produktion av tungt vatten och isotopseparering. Det gav aldrig några kommersiella eller militära resultat.

## Upptäckten av fission
I december 1938 skickade de tyska kemisterna Otto Hahn och Fritz Strassmann in ett manuskript till den vetenskapliga tidskriften Naturwissenschaften som rapporterade att de hade funnit grundämnet barium efter att bombarderat uran med neutroner. Samtidigt delade de med sig av resultaten med Lise Meitner som i juli samma år hade flytt från Tyskland till Sverige. Meitner och hennes brorson Otto Robert Frisch tolkade resultaten som kärnklyvning och Frisch kunde sedan bekräfta resultaten experimentellt den 13 januari 1939.

## Den förstaUranverein
Vid ett möte på Reichserziehungsministerium den 29 april 1939 diskuterades möjligheten av en kontinuerlig nukleär kärnreaktion.
Efter detta möte började ett informellt arbete vid Göttingens universitet mellan Georg Joos, Wilhelm Hanle och Reinhold Mannkopff. Denna grupp kallades informellt för Uranverein eller mer formellt för Arbeitsgemeinschaft für Kernphysik. Gruppens arbete upphörde i augusti 1939 när alla tre kallades in för militärtjänst.

## Den andraUranverein
Den andra Uranverein startade efter att Heereswaffenamt (HWA) hade utmanövrerat Reichsforschungsrat (RFR) som var en del av Reichserziehungsministerium (REM) och startade det formella tyska kärnkraftsprogrammet under militär kontroll. Programmet startade samma dag som andra världskriget bröt ut, den 1 september 1939 och hade sitt första möte den 16 september. Mötet organiserades av Kurt Diebner i Berlin som var rådgivare till HWA, bland de inbjudna var Walther Bothe, Siegfried Flügge, Hans Geiger, Otto Hahn, Paul Harteck, Gerhard Hoffmann, Josef Mattauch och Georg Stetter. Ett andra möte hölls kort därefter med bland annat Klaus Clusius, Robert Döpel, Werner Heisenberg och Carl Friedrich von Weizsäcker. Samtidigt ställdes Kaiser-Wilhelm Institut für Physik under kontroll av HWA.
När det stod klart att kärnkraftsprogrammet inte skulle kunna bidra till att avsluta kriget i närtid återfördes kontrollen av KWIP till sin moderorganisation Kaiser Wilhelm-sällskapet i januari 1942. Kontrollen av hela programmet överfördes från HWA till RFR i juli 1942. Programmet behöll dock hela tiden sin status som kriegswichtig och behöll sin militära finansiering. Dock splittrades programmet upp mellan ett antal institut vars ledare drev forskningen i olika riktningar. 
- Vid Institut für Physik vid Kaiser-Wilhelm Institut für medizinische Forschung i Heidelberg arbetade sex fysiker med uppmätning av nukleära konstanter under ledning av Walther Bothe.
- På institutet för fysikalisk kemi vid Münchens universitet jobbade fyra kemister och fysiker med frågor rörande urananrikning och produktion av tungt vatten, under ledning av Klaus Clusius.
- En grupp om sex fysiker under ledning av Kurt Diebner arbetade med uppmätning av nukleära konstanter.
- Under ledning av Otto Hahn jobbade sex fysiker och kemister vid Kaiser-Wilhelm-Institut für Chemie med frågor rörande transuraniska element, fissionsprodukter, isotopseparering och uppmätning av nukleära konstanter.
- På avdelningen för fysikalisk kemi vid Hamburgs universitet arbetade en grupp med fem kemister och fysiker under ledning av Paul Harteck med frågor rörande produktion av tungt vatten och isotoper.
- Under ledning av Werner Heisenberg arbetade en grupp om sju fysiker och kemister med frågor rörande konstruktion av en kärnreaktor ("Uranmaschine"), isotopseparering och uppmätning av nukleära konstanter. Från början var Heisenberg ledare för avdelningen för teoretisk fysik vid Leipzigs universitet, men från sommaren 1942 var han tillförordnad direktör för Kaiser-Wilhelm Institut für Physik i Berlin.
- Vid ett institut för experimentell fysik vid Göttingens universitet arbetade Hans Kopfermann tillsammans med två fysiker med isotopseparering.
- Vid Auergesellschaft arbetade en grupp om tre fysiker och kemister under ledning av Nikolaus Riehl med uranproduktion.
- Vid Wiens universitet arbetade sex fysiker och kemister under ledning av Georg Stetter med frågor rörande transuraniska element och uppmätning av nukleära konstanter.